# Saint-Guinoux

Saint-Guinoux este o comună în departamentul Ille-et-Vilaine, Franța. În 1 ianuarie 2022 avea o populație de 1.247 de locuitori.